# Zalivska vojna
Zalivska vojna (angleško Gulf War) je bila vojna med Irakom in koalicijo 30 držav OZN, ki jih je vodila ZDA; vojna se je začela 17. januarja 1991 s sprožitvijo operacije Puščavski vihar (ang: Operation Desert Storm).
Povod in vzrok za vojno je bila iraška invazija na Kuvajt 2. avgusta 1990. Irak je napadel Kuvajt pod pretvezo, da le-ta opravlja črpanje nafte znotraj iraškega ozemlja. Temu so sledile ekonomske sankcije s strani ZDA.

## Poimenovanje
Splošna izraza za vojno sta zalivska vojna in vojna v Perzijskim zalivu. Američani jo poznajo tudi kot operacija Puščavski vihar in operacija Puščavski ščit, medtem ko jo Britanci poznajo tudi po svojem kodnem imenu Operacija Granby. Kuvajtčani in večina arabskih koalicijskih držav uporablja vojna kuvajtske osvoboditve (Harb Tahrir al-Kuwait), medtem ko jo Iračani poznajo kot mati vseh bitk (Um M'aārak).

## Ozadje
Pred prvo svetovno vojno je Kuvajt spadal pod provinco Basra, ki je bila samostojna upravna enota v okviru otomanskega imperija. Pod sam Irak, Kuvajt ni nikoli spadal. Po prvi svetovni vojni so z nafto bogato provinco po nareku kolonialne velesile Združenega kraljestva nasproti kakršnikoli geografski ali etnični logiki, ločili od Basre in ustvarili državo Kuvajt, ki je bila dolgo pod britansko nadoblastjo in je šele kasneje postala neodvisna monarhija.
Irak ni priznaval legitimnosti kuvajtske neodvinosti, vendar do 1990 ni bilo storjeno nič konkretnega, da bi se obstoj nove države postavil pod vprašaj. Problem pa je obstajal še v tem, da se meje med Kuvajtom in Irakom niso nikoli dokončno določile in nasprotja so rastla do ustanovitve nevtralnega območja med državama.
Po iransko-iraški vojni v 80. letih je bil Irak hudo zadolžen pri nekaterih arabskih državah. Kredit, ki ga je prejel od Kuvajta, je bil vreden 80 miljard ameriških dolarjev. Irak je upal, da bi z nižanjem kvote črpanja nafte pripeljal do zvišanja cene in, da bi tako lažje poravnal svoje dolgove. Nasprotno pa je Kuvajt črpal vedno več, cena je padala in Kuvajt se je pripravljal na rešitev mejnih sporov v lastno korist.
Irak je poleg tega trdil, da je sam nosil breme vojne proti Iranu, da je s tem tudi Kuvajtu dobrinesel številne prednosti, in da bi tako morala Kuvajt in Saudova Arabija iraške dolgove anulirati ali se o njih vsaj pogajati.
Vmes je treba omeniti, da je Irak skozi celotno obdobje vojne proti Iranu užival podporo zahoda, ki se je bal, da bi se islamska revolucija lahko razširila, ampak tudi po vojni, se je lahko iraški predsednik zanesel na podporo ameriških kolegov. Kongres je sicer premišljeval o sankcijah proti Iraku, zaradi kršenja človekovih pravic, vendar so nekateri vplivni senatorji Husseinu zatrdili, da bo ameriški predsednik (takrat George Bush Senior) vložil veto proti kakršnimkolim sankcijm nasproti Iraku.
Proti koncu julija 1990 so pogajanja med Kuvajtom in Irakom stagnirala in Irak je namestil svojo vojsko na meji s Kuvajtom. Vmes se je Saddam Hussein srečal z ameriško veleposlanko v Iraku, April Glaspie. Ta je sicer pokazala nekaj skrbi glede postavitve vojske, vendar ni bilo večjih nasprotovanj. ZDA so celo obljubile, da se v morebiten konflikt ne bodo vmešale. Hussein je pogovor dojel kot nezanimanje ameriške vlade za notranjearabske konflikte in kot zeleno luč za svoje prihodnje akcije v odnosu do Kuvajta.

## Potek vojne

### Uvod
2. avgusta 1990 so iraške sile vdrle v Kuvajt in zasedle pomembnejše strateške točke v deželi, vključno s palačo emirja. Vojaki so uničevali medicinsko in siceršnjo preskrbo države in prevzeli medije, poleg tega je iraška vojska ugrabila številne zahodne turiste kot talce. Irak je nato postavil 'osvobojeno kuvajtsko' marionetno vlado pod vodstvom Alaa Husseina Alija. To so nato kmalu razpustili in razglasili dele Kuvajta za podaljšek province Basre, ostali del pa za devetnajsto iraško provinco.
Le nekaj ur po napadu je VS OZN-ja sprejel resolucijo, ki je napad obsodila in zahtevala, da se iraška vojska umakne.  6. avgusta je Varnostni svet sprejel novo resolucijo in razglasil ekonomske sankcije proti Iraku.
George Bush Senior je napovedal začetek defenzivne akcije, ki bi Iraku preprečila prečkanje Saudsko-Arabske meje (Operation Desert Shield). Ameriško obrambno ministrstvo je trdilo, da ima močno vojaško zasedbo na kuvajtsko-saudski meji. Sovjetski sateliti niso pokazali nobenega zgoščenega vojaškega skupka.
Ameriška vojska je nato pošiljala več vojakov v omenjeno območje in končno dosegla število 500,000. Med vojaškimi strokovnjaki vlada soglasje, da pred oktobrom ameriška vojska ne bi mogla preprečiti iraške invazije v Saudsko Arabijo.
Združene države so proti Iraku zbrale močno vojaško skupnost 660,000 vojakov iz 34 držav.
12. avgusta 1990 je Saddam Hussein ponudil umik iraških vojakov iz Kuvajta, če bi se tudi Sirija umaknila iz ilegalno zasedenih območij v Libanonu in Izrael vrnil vsa območja osvojena v vojni leta 1967.
23. avgusta 1990 je prišla nova poduba: Irak se umakne iz Kuvajta in izpusti vse zahodne talce
če se:
1. sankcije proti njemu sprostijo
2. zagotovi dostop do perzijskega zaliva
3. zagotovi popolni nadzor nad naftno ploščadjo Rumailah (ki sega cca 3 km v Kuvajt)

Poleg tega je Irak zahteval pogajanja med Irakom in ZDA glede naftnega sporazuma, glede varnostnih interesov obeh držav, glede stabilnosti zalivske regije in glede rešitve finančnih in ekonomskih težav Iraka.
29.11.1990 je Varnostni svet sprejel resolucijo 678 v kateri Iraku postavlja ultimat: iz Kuvajta se more umakniti do 15.1.1991.
Konec decembrat je Irak spet ponudil novo rešitev.
Predlog je ponudil umik iz Kuvajta, če bi se ZDA odrekle napadu med umikom, če bi tuje sile zapustile regijo, če bi se dosegel sporazum o Palestini, če bi se iz regije umaknilo nuklearno orožje.
Američani so predlog sprejeli kot »zanimiv«, saj ni zahteval mejnih pogajanj in je kazal na iraški interes prekinitve spora na osnovi pogajanj. Ameriška vlada je predlog takoj zavrnila.
Takoj po iraški invaziji v Kuvajt, so v ZDA ustanovili društvo za svoboden Kuvajt. S sredstvi 14 milijonov dolarjev, ki so prišli od kuvajtske vlade, je to društvo začelo medijsko kampanjo, kjer so razlagali, kako iraški vojaki jemljejo kuvajtske otroke, jih polagajo na tla in pustijo umirati. Na televiziji so se kazali zrežirani posnetki, Varnostni svet in ameriški kongres sta dobivala ponarejene dokumente.
Po osvoboditvi Kuvajta pa se je kar nekaj izmišljenih zgodb glede slabega ravnanja s civilisti, izkazalo za resnične. Iračani so aretirali in ubijali ljudi, državico so izropali in številne ljudi iz Kuvajta so nasilno prepeljali v Irak.
Nekaj mirovnih pogodb so predlagali, sklenili niso nobene. ZDA so zahtevale, da se Irak brezpogojno umakne iz Kuvajta. Irak je rekel, da se bo umaknil istočasno, kot se bo Sirija umaknila iz Libanona in Izrael iz Zahodnega brega, Gaze in golanskih planot.
12. januarja 1991 je nato ameriški kongres odločil, da bo z vojaško silo Iračane pregnal iz Kuvajta.

### Vojna v zraku
16. januarja se je začela zračna ofenziva, 17. januarja se je začela operacije Desert Storm: 1000 letov na dan in Američani so uporabili 10 krat več orožja kot zavezniki v drugi svetovni vojni. S pomočjo specialnih sil pred in med zračnimi napadi je Irak izgubil vse vodilne centre zračnih sil in prav tako vse radarske naprave. Velik del iraški vojnih letal so Američani uničili kar na tleh. Le redkim iraškim pilotom je uspel pobeg v Iran.
Amerika je poročala o približno 23-30ih izgubljenih  letalih, pri Iračanih naj bi se številka gibala okoli 300, obe številki pa je treba kritično pretehtati in sprejeti verjetnost, da so jih Američani izgubilo malo več in Iračani malo manj, kot pravijo številke.
18. januarja so iz Iraka poslali rakete nad Izrael, v poteku vojne je nad Izrael priletelo 40 raket in 46 nad Saudovo Arabijo.
Ameriška premoč se je kar hitro izkazala, problem je nastal le v tem, da so Američani bombardirali vse, kar bi lahko koristilo tako vojski kot civilistom. Tako so uničili električne povezave, železnico, mostove, luke itn. Produkcija elektrike je po vojni značala le 4 % procente predvojne produkcije.
Močno je bila poškodovana tudi vodna infrastruktura, kar je škodilo predvsem civilnemu prebivalstvu. Kanalizacija je zaradi uničenih sistemov upravljanja tekla naravnost v Tigris, iz katerega je civilno prebivalstvo bilo prisiljeno črpati vodo. Sledile so številne epidemske bolezni.
Zavezniki so se sicer skušali izogibati napadom na civilne cilje, vendar civilne žrtve v napadih niso izostale.
Irak je napadal strateške točke zaveznikov v Saudovi Arabiji in Izrael v upanju, da bi Izrael povlekel v vojno dogajanje. Tako bi lahko ostale arabske države pripeljal do tega, da izstopijo iz zavezništva. Plan je propadel. Arabske države so ostale v zavezništvu, razen Jordanije, ki je ostala nevtralna.

### Vojna na tleh
22. februarja 1991 je Irak pristal na premirje, ki ga je predlagala Sovjetska zveza. Sporazum je predvideval, da se Irak v časovnem okviru treh tednov umakne na svojo izhodiščno pozicijo pred napadom, temu pa bi sledilo premirje. Sporazum je tudi zahteval kontrolo umika in premirja s strani Varnostnega sveta Organizacije združenih narodov. ZDA so predloge odklonile, vendar obljubile, da iraških sil pri umiku ne bodo napadle, Iraku pa so dale 24 ur časa, da z umikom tudi začne.
Konec februarja so Američani začeli vojno na tleh, kmalu zatem je konvoj ameriških marincev vdrl globoko v iraški teritorij in ujeli na tisoče iraških vojakov in dezerterjev.
Ena največjih skrbi, da bi Irak lahko uporabil kemično orožje, se na srečo ni uresničila. 26. februarja so se iraške sile začele umikati iz Kuvajta, medtem so poškodovale nekaj kuvajtskih naftnih polj in povzročile skorajšnjo naravno katastrofo, ko so poskrbeli za to, da so se ogromne količine nafte izlile v perzijski zaliv ali zgorele. Iraške sile, ki so jih spremljali tudi iraški in palestinski civilisti, so se umikali po glavni cesti, ki je povezovala Kuvajt in Irak. Zavezniki so jih številne ure bombardirali in cesta je dobila vzdevek Highway of Death. Bombardiranje na umikajoče se vojake je veliko analitikov ocenilo kot vojni zločin, tudi bivši ameriški pravosodni minister Ramsey Clark.
27. februarja je predsednik Bush proglasil premirje. Mirovna konferenca je potekala na jugu Iraka, na malem območju tik ob meji, ki so ga zasedle zavezniške sile. Na severu so Kurdi zaupali ameriškim obljubljam, da bodo podprli ljudsko vstajo in se začeli boriti. Američani svojih obljub niso uresničili, iraški generali pa so brutalno obračunali z lahkovernimi Kurdi. Posledično tej akciji je na milijone Kurdov pobegnilo v kurdske dele Turčije in Irana.
V Kuvajtu je oblast ponovno prevzel emir in nadaljeval konzervativno vlado, ki je sedaj delovala proti domnevnim kolaboratorjem. Več sto ljudi je moralo državo zapustiti.

## Stanje po vojni

### Žrtve
Na strani ameriških vojakov naj bi bilo 378 mrtvih. Pri iraških žrtvah pa se pojavijo neverjetna odstopanja ocen: od 1,500 do 200,000. Verjetna je številka med 25,000 in 75,000.
Američani so ujeli 71,000 iraških vojnih ujetnikov, iraške civilne žrtve naj bi dosegle do 35,000 mrtvih.
Zaradi uporabe nevarnega orožja z uranom, ki po eksploziji povzroči radioaktivno okolico, se je povečalo število rakastih obolenj v južnem Iraku, prav tako kot številno nezdravih novorojenčkov. Tako imenovani zalivnovojni sindrom naj bi bil po nekaterih trditvah prav tako posledica obogatenega odvrženega urana. Pod tem sindromom se razumejo bolezni pri novorojenčkih ameriških vojnih veteranov (iz te vojne).

### Stroški
Ameriški kongres je stroške ocenil na 61,1 miliard ameriških dolarjev; dve tretjini tega so plačali Kuvajt, Nemčija, Japonska in Saudova Arabija.
Irak je imel pred vojno 4. največjo zalogo oklepnikov, četudi ne na najvišjem tehnološkem nivoju. Izgube teh ni nikoli več nadoknadil.

### (Politične) posledice
1. cone, kjer je bilo za Iračane prepovedano letenje v interesu ščitenja šiitske in kurdske populacije. Varovanje con je bilo predvsem pod nadzorom ZDA in VB. V operacijah Northern Watch oz. Southern Watch so v naslednjih 11 letih imeli več napadov kot v celotni vojni.
2. OZN je sestavil komisijo za pregled, koliko in kakšnega orožja Irak poseduje; pregledovali naj bi tudi uničevanje nekaterih oklepnikov in letal. Irak je nekatere teh stvari sprejel, druge zavrnil. Leta 1997 so vse ameriške člane komisije napotili iz države in jih obtožili, da za ZDA opravljajo špionažo. ZDA so to kasneje priznale.
3. že pred 1997 je komisija našla neki dokaz za biološki vojaški program in poročala omejevanje njihovega dela na številnih točkah.
4. Ekonomske sankcije so sledile tako po vojni. Irak je lahko skozi program hrana-za-nafto uvažal le določene produkte. Leta 1998 je UNICEF poročal, da so sankcije pripeljale do povečanja smrtnih žrtev za 90,000 letno, predvsem na račun malih otrok in dojenčkov.
5. t. i. sindrom zalivske vojne, zaradi katerega so se ameriškim veteranom rojevali prizadeti otroci. Kriv za to naj bi bil odvržen obogaten uran, kar pa ravno zaradi redkosti tega sindroma pri domačinih in vojakih iz ostalih držav ni preveč verjetno. Kasneje so se pojavile tudi druge teorije, predvsem preveliko število cepiv, ki so škodovala imunskemu sistemu cepljenih vojakov.